# Dacrycarpus
Dacrycarpus — рід хвойних рослин родини подокарпових.
Етимологія: назва роду походить з грецьких слів dakryon — «отвір» або «розкол» і karpos — «фрукт».

## Поширення, екологія
Північна Бірма і від пд. Китаю до Фіджі і Нової Зеландії, з найбільшою різноманітністю в Новій Гвінеї.

## Морфологія
Дводомні чагарники або дерева, до 41 м заввишки. Кора важка, темно-коричнева або чорна але вивітрюється до сірої, поверхня груба, всередині рожевого до червонувато-коричневого кольору і гранульована або злегка волокниста. Дерева зазвичай мають один прямий, часто циліндричний стовбур, який також без гілок до половини висоти або вище. Крони дерев спочатку конічні, циліндричні, а потім відкриті куполоподібні. Деревина тверда, важка в порівнянні з іншими хвойними і не пахне. Серцевина від блідо- до яскраво-жовтого кольору і переходить в широку, кремового кольору заболонь. Зернистість тонка і рівномірна, смоляні канали відсутні. Є три типи листя: мале лускоподібне листя, голчасте листя (хвоя) і плоске, лінійно-півмісячне. Листя лінійно-півмісячне зустрічаються тільки в деяких видів, росте в два ряди на молодих рослинах або на бічних гілках старих дерев і чагарників. Дрібне лускоподібне листя росте в деяких видів на хвойних гілках і бічних вегетативних пагонах, інші види несуть на тих же самих місцях голчасте листя. Пилкові шишки ростуть поодинці або попарно на пахвових, коротких стеблах. Вони спочатку майже сферичні, але пізніше розширені, а потім незабаром циліндричні, довжиною близько 10 мм і мають діаметр 3 мм. Насіннєві шишки ростуть індивідуально на пахвових, коротких стеблах покритих лускоподібним листям. Шишки утворюють смоляні канали. Насіння оточене червонуватим матеріалом.